# Яблунівка (Хустський район)
Яблуні́вка —  село в Україні, в Закарпатській області, Хустському районі. Входить до складу Вишківської селищної громади.

## Історія
Згадки: 1863: Fenes patak, Фéнеш потік, 1864: Fenes hát, Fenes Alja, Fenesi lázak, Fénes hegy, Fenes patak ,1907: Fenes , 1944: Fenestelep , 1983: Яблунівка, Яблоновка .
Дерев’яну церкву в Яблунівці зруйнували в 1961 р. У селі розказують, що чоловік, який першим виліз на дах церкви і скинув хрест, через два місяці так невдало впав зі сходів, що відразу помер. На початку 1989 р. стараннями Марії Бігунець оформлено дозвіл та виготовлено документацію для спорудження нової церкви.
Муровану базилічну церкву з вежею над входом почали будувати в 1989 р., а в січні 1991 р. вже вкрили бляхою дахи. Освятив церкву єпископ Євфимій. Хустський художник Олександр Коненко виконав малювання всіх ікон та стін храму.
Перспективний перехід:
«Яблунівка (Хустський район, Україна) – Гута (Румунія)»
Закрите військове містечко (прикородонна застава) с.Яблунівка.

## Туристичні місця
- мінеральне джерело
- Вишківський замок